# 2022-es magyar asztalitenisz-bajnokság
A 2022-es magyar asztalitenisz-bajnokság a százötödik magyar bajnokság volt. A női egyéni és páros bajnokságot november 22-én, a vegyes párost november 23-án, míg a férfi egyénit és párost november 29-én rendezték meg, mindet Budapesten, az Ormai László Csarnokban.

## Eredmények
| Versenyszám  | Arany                                                                   | Arany | Ezüst                                                                         | Ezüst | Bronz | Bronz |
| ------------ | ----------------------------------------------------------------------- | ----- | ----------------------------------------------------------------------------- | ----- | --- | ----- |
| Férfi egyéni | Majoros Bence Chartres TT                                               |       | Ecseki Nándor SPG Wels                                                        |       | András Csaba TTC Bad Homburg Lei Balázs Ambrus Asztalitenisz Akadémia                                                               |       |
| Női egyéni   | Nagyváradi Mercédesz TSV Schwabhausen                                   |       | Póta Georgina Budaörsi SC                                                     |       | Ambrus Krisztina Budapesti Erdért SEMadarász Dóra Budaörsi SC                                                                       |       |
| Férfi páros  | András Csaba, Lakatos Tamás TTC Bad Homburg , Amiens STT                |       | Nagy-Hegedűs Krisztián, Zombori Dávid Hertha BSC , Honvéd Szondi SE           |       | Lei Balázs, Varga Botond Ambrus Asztalitenisz Akadémia, High Life SESzántosi Dávid, Wei Chen Yu Szarvasi Körös ASE, Magyar Kínai AK |       |
| Női páros    | Madarász Dóra, Fazekas Mária Budaörsi SC                                |       | Bálint Bernadett, Nagyváradi Mercédesz CSM Victoria Carei , TSV Schwabhausen  |       | Laskai Írisz, Volentics Anna Női AC Nyíregyháza, Városi SE DunakesziAmbrus Krisztina, Imre Leila Budapesti Erdért SE                |       |
| Vegyes páros | Kishegyi Ákos, Bálint Bernadett Városi SE Dunakeszi, CSM Victoria Carei |       | Ócsai Máté, Volentics Anna Első Mosonmagyaróvári TE 1904, Városi SE Dunakeszi |       | Szabó Ákos, Dari Helga Budaörsi SCSzántosi Dávid, Balogh Ágnes Szarvasi Körös ASE, Békési Ifjúsági Asztaliteniszért Alapítvány      |       |